# Clybourne Park
Clybourne Park ist ein Theaterstück von Bruce Norris. Er schrieb es als Reaktion auf das Theaterstück A Raisin in the Sun von Lorraine Hansberry. Clybourne Park zeigt Ereignisse, die vor und nach dem Stück von Hansberry spielen und lose auf historischen Ereignissen beruhen. Die Premiere des Stücks fand im Februar 2010 im Playwrights Horizons in New York statt. Die deutsche Erstaufführung war am 8. April 2011 im Staatstheater Mainz. Das Stück wurde 2011 mit dem Pulitzer-Theater-Preis und 2012 mit dem Tony Award für das beste Theaterstück ausgezeichnet.

## Handlung

### 1. Akt: 1959
Die um ihren verstorbenen Sohn trauernden Eltern Bev und Russ planen, ihr Haus zu verkaufen. Sie lebten bisher in dem von der weißen Mittelklasse bewohnten Viertel Clybourne Park in Chicago. Kurz vor dem Auszug erhalten sie Besuch von ihrem Geistlichen und ihrem Nachbarn Karl Lindner mit seiner gehörlosen und schwangeren Frau. Der Nachbar informiert Bev und Russ darüber, dass ihr Haus an eine schwarze Familie verkauft wurde. Er bittet sie, den Vertrag rückgängig zu machen, da er befürchtet, die Werte der Gemeinde könnten von hinzuziehenden Schwarzen unterminiert werden. Bev und vor allem Russ argumentieren gegen Lindner. In der Auseinandersetzung beziehen sich beide Paare immer wieder auf Russ’ und Bevs schwarze Haushälterin und deren Mann, die beide anwesend sind. Dabei lassen alle vier kaum ein Fettnäpfchen aus und düpieren die beiden. Russ reißt letztlich der Geduldsfaden, und er wirft alle aus seinem Haus. Er sagt, dass ihm seine bisherige Nachbarschaft egal sei, da sie seinen aus dem Korea-Krieg heimgekehrten Sohn Kenneth herzlos und grausam behandelt hätte. Kenneth hatte sich zwei Jahre zuvor das Leben genommen, indem er sich in seinem Zimmer erhängte.
Die schwarze Familie Youngers, die in das Haus einziehen möchte, ist identisch mit der Familie Youngers aus Hansberrys A Raising in the Sun. Der Nachbar Karl Lindner kommt in Hansberrys Stück ebenfalls vor.

### 2. Akt: 2009
Dasselbe Haus 50 Jahre später. Dieselben Darsteller erscheinen in neuen Rollen. In den vergangenen fünf Jahrzehnten wurde Clybourne Park zu einem schwarzen Viertel, das nun wieder gentrifiziert werden soll. Ein junges weißes Paar möchte das Haus abreißen und ein neues, größeres Haus auf dem Grundstück bauen. Sie sehen sich mit der Nachbarschafts-Organisation konfrontiert, die sich dafür einsetzt, dass das Viertel seine charakteristische Architektur behält. Die Nachbarschafts-Organisation wird durch ein schwarzes Ehepaar repräsentiert. Die Frau ist die Großnichte von Frau Youngers, die fünfzig Jahre zuvor in das Haus eingezogen ist. Die beiden Paare wollen mit ihren jeweiligen Anwälten über das Bauvorhaben verhandeln. Die Anwältin des weißen Paares stellt sich als die Tochter von Karl und Betsy Lindner heraus. Die Diskussion über architektonische Details des neuen Hauses driftet jedoch schnell in ethnische Fragen ab. Dabei sparen beide Seiten nicht mit rassistischen Ressentiments. Der Bauarbeiter Dan unterbricht die Auseinandersetzung immer wieder, da es Probleme beim Verlegen einer Leitung gebe. Bei diesen Arbeiten findet er auch eine vergrabene Militärkiste, in der sich Andenken an den Sohn von Bev und Russ befinden, einschließlich seines Abschiedsbriefs. 

## Dramatis personae
1. Akt / 2. Akt
- Bev: Mutter / Kathy: Anwältin, Tochter von Karl und Betsy Lindner
- Russ: Vater / Dan: Bauarbeiter
- Francine: Haushälterin / Lena: Repräsentantin der Nachbarschafts-Organisation
- Albert: Mann von Francine / Kevin: Mann von Lena, Repräsentant der Nachbarschafts-Organisation
- Jim: Pfarrer / Tom: Anwalt / Kenneth: Sohn (Kriegsheimkehrer)
- Karl Lindner: Nachbar / Steve: weißer Hauskäufer
- Betsy Lindner: gehörlose Ehefrau / Lindsey: weiße Hauskäuferin

## Auszeichnungen und Nominierungen
Auszeichnungen
- 2011 Laurence Olivier Award for Best New Play[3]
- 2011 Pulitzer Prize for Drama[4]
- 2012 Theatre World Award – Crystal A. Dickinson
- 2012 Tony Award for Best Play

Nominierungen
- 2010 London Critics Circle for Best New Play[5]
- 2010 Evening Standard Theatre Award for Best Play[6]
- 2011 South Bank Sky Arts Award for Best Play
- 2012 Tony Award für die beste Theaterregie
- 2012 Tony Award for Best Performance by an Actor in a Featured Role in a Play – Jeremy Shamos
- 2012 Tony Award for Best Scenic Design of a Play – Daniel Ostling